# Гімн Казахстану
Державним гімном Казахстану є пісня «Мій Казахстан» («Menıñ Qazaqstanym»). Дата прийняття: 7 січня 2006 року. Автор музики — Шамші Калдаяков, автори слів — Жумекен Нажімеденов (1956 рік), Нурсултан Назарбаєв (2005 рік).

## Історія
Написана ще у 1956 році з внесеними змінами, які приводять пісню у відповідність зі статусом державного гімну. Оскільки зміни були внесені президентом Казахстану Нурсултаном Назарбаєвим, він зазначається як співавтор тексту.
Після розпаду Радянського Союзу Казахстан, поряд з Узбекистаном і Туркменістаном, продовжив використання радянського республіканського гімну, але зі зміненим текстом, написаним 1992 року.
9 травня 2000 року проходила церемонія покладання вінків до пам'ятника воїнам, після якої президент країни Назарбаєв прилюдно сказав, що необхідно замінити гімн, і дав доручення голові Мажилісу Ж. А. Туякбаю. Через кілька тижнів депутат Мажилісу Н. Т. Рустемов висунув ініціативу прийняти на порядок денний Мажиліса проєкт закону «Про зміну гімну Казахстану» на вірші Назарбаєва. Проєкт був прийнятий до розгляду, однак після ряду публікацій у газетах був доведений факт плагіату 1995 р. — вірш «Қазағмимң», надрукований у видавництві «Ана тілі» в 1998 році під авторством Назарбаєва, відрізнявся лише заголовком від вірша «Елім менің», Опублікованого в газеті «Егемен Қазақстан» в 1996 під авторством Туманбая Молдагалієва. 28 червня 2001 року президент країни надіслав на засідання двох палат парламенту листа з проханням зняти питання з порядку денного, за що депутати проголосували одноголосно.
З 7 січня 2006 року гімном Республіки Казахстан стала «Мій Казахстан» (каз. Менің Қазақстаним) — популярна пісня, написана ще в 1956 році, в яку були внесені зміни для відповідності статусу державного гімну. При виконанні гімну на офіційних церемоніях присутні повинні вставати та прикладати долоню правої руки до лівого боку грудей. Музика композитора Шамші Калдаякова на слова Жумекена Нажимеденова (1956), Нурсултана Назарбаєва (2005).

## Державний гімн Казахстану

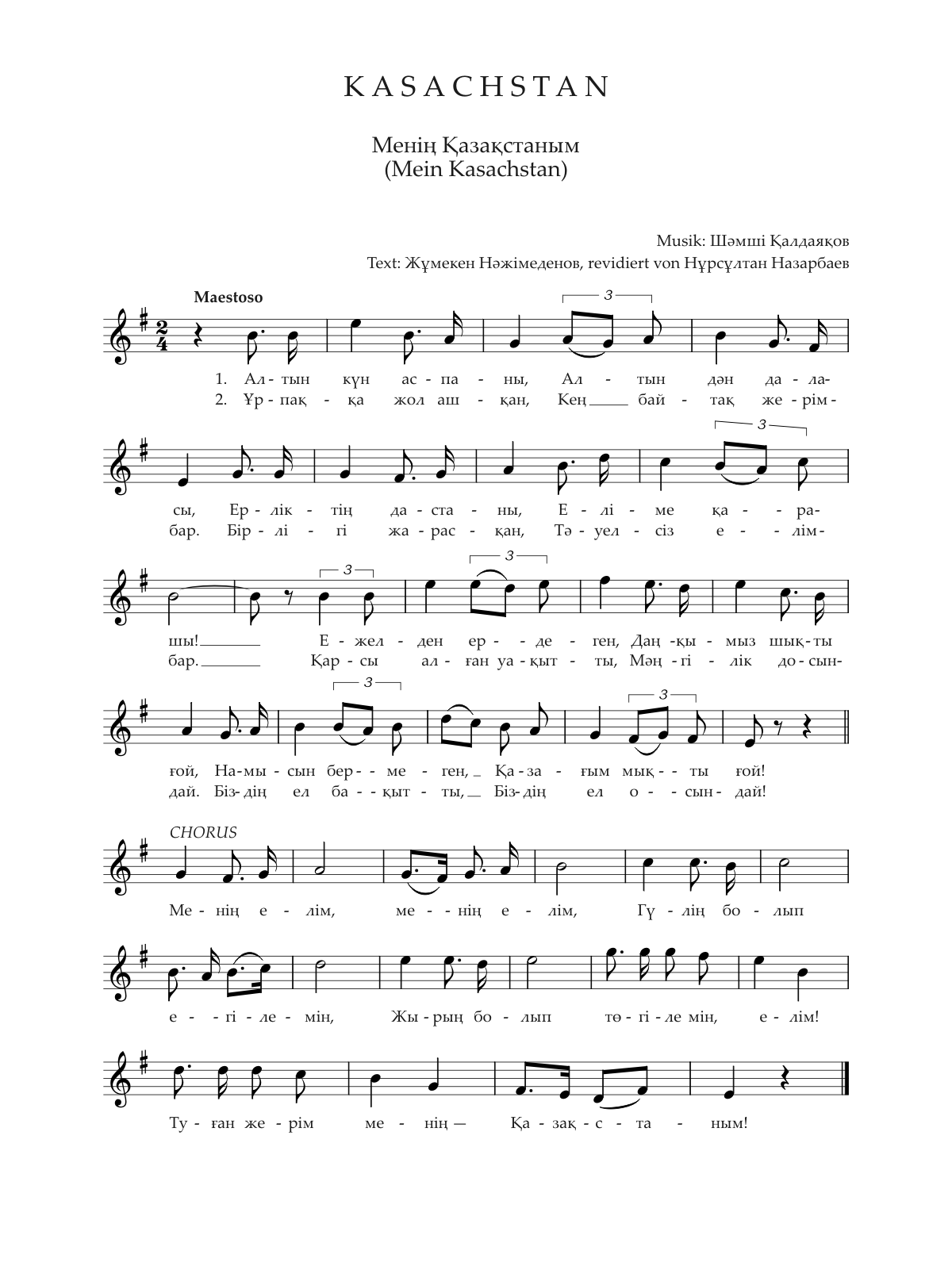
Гімн Казахстану, ноти

Алтын күн аспаны,

Алтын дән даласы,

Ерліктің дастаны,

Еліме қарашы!
Ежелден ер деген,

Даңкымыз шықты ғой.

Намысын бермеген,

Қазағым мықты ғой!
Приспів:

Менің елім, менің елім,

Гүлің болып егілемін,

Жырың болып төгілемін, елім!

Туған жерім менің — Қазақстаным!
Ұрпаққа жол ашқан,

Кең байтақ жерім бар.

Бірлігі жарасқан,

Тәуелсіз елім бар.
Қарсы алған уақытты,

Мәңгілік досындай.

Біздің ел бақытты,

Біздің ел осындай!
Приспів.

## Неофіційний переклад
В небі золоте сонце,

В степу золоте зерно.

Сказання про мужність –

моя країна.
У сивій давнині

Народилась наша слава,

Гордий та сильний

мій казахський народ.
Приспів:

О, мій народе! О, моя країно!

Я твоя квітка, вирощена тобою.

Я пісня, що бринить на твоїх устах,

Батьківщино моя — мій Казахстан.
У мене простір неоглядний

І дорога, відкрита в майбутнє.

У мене незалежний,

Згуртований, єдиний народ.
Як давнього друга

Зустрічає новий час

Наша щаслива країна,

наш народ.
Приспів.

## Художній переклад (римований)
Золото в небесах,

Злоті зерна в степах,

Повість мужності, глянь -

Це країна моя!

У прадавні часи

Слава зродилася

Повні гордості й сил

Мій народ і земля!

Приспів

Народе мій! Земле моя!

Квітка тобою зрощена я,

Я пісня твоя, що бринить у вустах,

Моя Батьківщино — мій Казахстан!

В нас є шлях в майбуття, 

І безмежна земля

Незалежний народ -

Нерозривна сім'я! 

Наче друга стріча

Рідний край новий час -

Це щаслива земля -

Це країна моя!

Приспів